# Toivo Kuula

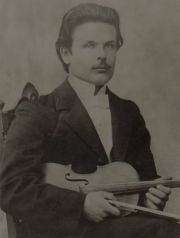
Toivo Kuula

Toivo Timoteus Kuula (Vaasa, 7 de julio de 1883-Viipuri, 18 de mayo de  1918) fue un compositor y director de orquesta de Finlandia. 
Posee una larga producción de obras corales y vocales de amplio carácter melódico. Su trabajo instrumental incluye las suites para orquesta Ostrobothnian, una sonata para violín, un trío con piano  y una sinfonía inacabada. Su obra mayor es el Stabat Mater. Falleció de un tiro durante celebraciones de la guerra civil de su país. 

## Obra
Basado en catálogo  de Tero Tommila
- Op.1 Sonata para violín
- Op.2 Cinco canciones para piano y voz (también arregladas como obras de cámara)
- Op.3a Cinco piezas para violín and piano: I. Cradle Song, II. Nocturne, III. Folk Song (I), IV. Folk Song (II), V. Scherzino
- Op.3b Tres obras para piano I. Elegy, II. Wedding March, III. Little Gavotte
- Op.3c Música incidental para "Isä ja Tytär"
- Op.4 Siete canciones para coro masculino
- Op.5 Marcha festiva para coro y orquesta (o viento-metales)

- Op.6 Dos canciones para voz y piano
- Op.7 Trío con piano
- Op.8 Dos canciones para voz y piano
- Op.9 Suite Ostrobothnian  No.1 para Orchestra: I. Pastorale, II. Folk Song, III. Ostrobothnian Dance, IV. Devil's Dance, V. Song of the Dusk (II. & III. también arregladas para violín y piano)
- Op.10 Preludio y fuga para orquesta

- Op.11 Siete canciones para coro
- Op.12 'Merenkylpijäneidot' ("Doncellas playeras") para voz y orquesta/piano
- Op.13 Marcha festiva para orquesta y piano
- Op.14 'Orjan poika' ("Hijo de un esclavo") – Leyenda sinfónica para soprano, barítono, coro y orquesta (a
- Op.15 Cantata 'Kuolemattomuuden toivo' ("Esperanza de inmortalidad")

- Op.16a Dos canciones para voz y piano
- Op.16b Dos piezas para órgano: I. Prelude, II. Intermezzo
- Op.17a Suites danzísiticas sur-ostrobothnianas I & II para violín y piano
- Op.17b Doce danzas folclóricas sur-ostrobothnianas para voz/violín y piano
- Op.17c Dos piezas para violín y piano: I. Scherzo, II. Melodia lúgubre
- Op.18 'Impi ja pajarin poika' ("La mujer y el hijo de un herrero") para voz y orquesta/piano
- Op.19 Tres pinturas de cuentos de hadas para piano
- Op.20 Suite ostrobothniana No.2 para orquesta: I. Tulopeli, II. Rain in the Forest, III. Menuet, IV. Dance of the Orphans, V. The Devils Making Magic Flames

- Op.21 Tres canciones para coro
- Op.22/1-2 Dos piezas para violoncello y orquesta: I. Chanson sans paroles, II. Elegy (Suru)
- Op.22/1-2 Dos piezas para violín/violoncello y piano: I. Chanson sans paroles, II. Elegy (Suru)
- Op.22/3 Canción para voz y piano
- Op.23 Cuatro canciones para voz y piano
- Op.24 Cuatro canciones para voz y piano
- Op.25 Stabat Mater para coro y orquesta

- Op.26 Seis piezas para piano: I. Round Dance, II. Pastorale Atmosphere, III. Dance Improvisation, IV. Nocturne, V. Rauha (Adagio), VI. Funeral March
- Op.27a Ocho canciones para coro masculino
- Op.27b Nueve canciones para coro masculino
- Op.28/1-2 Dos piezas para orquesta de metales: I. At the Mountain, II. A Tune
- Op.28/4 Marcha de los Defensores para coro y orquesta (o a capella)
- Op.29a Tres canciones para voz y piano
- Op.29b Cuatro canciones para coro
- Op.29c Dos canciones para coro masculino
- Op.30a Música incidental para 'Kandaules'
- Op.30b Música incidental para 'Medicit'
- Op.30c Música para 'Taikapeili' ("El Espejo Mágico")

- Op.31a Dos canciones para voz y orquesta/piano
- Op.31b Cuatro canciones para coro
- Op.32 Música incidental para 'Meripoikia' ("Los Niños del Mar")
- Op.33 Marcha de los Carburadores para piano [inacabada]
- Op.34a Siete canciones para coro amsculino
- Op.34b Tres canciones para coro
- Op.35 Tres arreglos de canciones para voz y orquesta

- Op.36 Sinfonía [inacabada]: Introducción
- Op.37 Dos canciones transcritas para piano

- + Seis piezas para piano, póstumas (2 inacabadas)
- + Seis piezas orquestales, póstumas (2 inacabadas)
- + Veintidós piezas de cámara, póstumas (5 inacabadas)
- + Catorce canciones, póstumas (3 inacabadas)
- + Una cantata, póstuma